# باشگاه ورزشی بنی یاس
باشگاه ورزشی بنی یاس (به عربی: نادي بني یاس الریاضي) یک باشگاه فوتبال از امارات متحده عربی است که در شهر ابوظبی قرار دارد و در سال ۱۹۸۱ میلادی تأسیس شده است.
این باشگاه از فصل ۱۰–۲۰۰۹ تاکنون در لیگ برتر امارات حضور دارد و در فصل ۱۱–۲۰۱۰ به مقام نایب قهرمانی این لیگ رسید.
بنی یاس یک مرتبه به مقام قهرمانی جام رئیس دولت امارات رسیده است و سابقهٔ نایب قهرمانی در این مسابقات را نیز دارد.

## بازیکنان پیشین

### بازیکنان ایرانی
- لفته حمیدی

### بازیکنان خارجی
- دیوید ترزگه
- آیاندا پاتوسی
- رابسون جانواریو

## مربیان پیشین
- جوروان ویرا
- راینر زوبل